# Виды, вызывающие наименьшие опасения
«Вызывающие наименьшие опасения» (англ. Least concern, LC) — охранный статус, который Международный союз охраны природы присваивает биологическим видам или инфравидовым таксонам, не входящим в какую-либо иную категорию. К ним относятся наиболее распространенные и процветающие виды, такие, как человек разумный, медоносная пчела, серая крыса, сизый голубь. Они, как правило, не занесены в Красные книги, однако их инфравидовые таксоны могут находиться под угрозой — так, к примеру, широко распространенная в обеих Америках пума (Puma concolor) имеет статус «Вызывающие наименьшие опасения», в то время как её очень редкий подвид флоридская пума (Puma concolor coryi) имеет охранный статус «Находящиеся на грани полного исчезновения».
По данным 2006 года, в эту категорию входило 15636 таксонов. Общее количество видов животных в этой категории составляло 14033, также в списке значились 102 подвида животных и 1500 таксонов царства растений (1410 видов, 55 подвидов, 35 разновидностей). В 2008 году к этой категории был официально отнесён человек.

Категории МСОП